# Albula virgata
Albula virgata е вид лъчеперка от семейство Albulidae.

## Разпространение
Видът е разпространен в САЩ (Хавайски острови).

## Описание
На дължина достигат до 32,2 cm.